# McKaley Miller
Pour les articles homonymes, voir Miller.
McKaley Nicole Miller, née le 14 mai 1996 au Texas, est une actrice américaine.

## Biographie
Miller est né au Texas. Son premier rôle d'acteur notable était dans le téléfilm de 2006 Inspector Mom avec Danica McKellar. Elle est également apparue dans quelques films indépendants. En 2011, Miller est apparu en tant que Talia dans un passage de trois épisodes sur la sitcom de Disney Channel Les Sorciers de Waverly Place, en tant qu'amoureux du personnage de Jake T. Austin, Max Russo.
Elle a partagé la vedette dans le film de 2013 The Iceman, jouant la fille du personnage de Winona Ryder. En 2014, elle est apparue dans la sitcom éphémère Partners, jouant la belle-fille du personnage de Kelsey Grammer. Elle a également joué dans la série MTV Awkward en tant qu'amoureuse de Matty Mckibben. En 2015, elle a joué dans la série Scream Queens en tant que Sophia.

## Filmographie

### Cinéma
- 2011 : Grand Prix: The Winning Tale
- 2011 : Traveling
- 2012 : General Education
- 2013 : The Iceman
- 2014 : Le Rôle de ma vie (Wish I Was Here)
- 2014 : Les Racines de l'espoir (Where Hopes Grows)
- 2016 : Super Novas
- 2016 : The Standoff
- 2019 : Ma
- 2020 : Beurre (Butter)
- 2023 : You're Killing Me

### Télévision
- 2006 : Inspector Mom
- 2010 : The Gates
- 2011 : Les Sorciers de Waverly Place
- 2011–2015 : Hart of Dixie
- 2013 : Awkward
- 2014 : Partners
- 2015 : Bones
- 2015 : Nicky, Ricky, Dicky et Dawn
- 2015 : Scream Queens
- 2016 : Faking It
- 2016 : Speechless
- 2017 : Drink Slay Love
- 2018 : Charmed
- 2019 : Into the Dark
- 2019 : Dwight in Shining Armor
- 2020-2022 : 9-1-1: Lone Star